# Charles Gros
Charles Auguste Gros, né le 22 avril 1862 à Montbéliard (Doubs), et mort à Chaumont (Haute-Marne) le 15 janvier 1906, est un militant socialiste, de tendance guesdiste. On lui doit notamment d'avoir découvert le poème d'Eugène Pottier qui allait devenir l'hymne du Parti socialiste, L'Internationale. 

## Biographie
En 1887, Charles Gros, jeune professeur agrégé d'histoire et de géographie, est en poste à Lille quand il découvre le texte d'Eugène Pottier, L'Internationale, dans le recueil Chants révolutionnaires publié la même année grâce à l'entremise de Gustave Nadaud. Il le transmet à la section lilloise du Parti ouvrier ; de là le maire Gustave Delory demande à Pierre Degeyter de le mettre en musique.
Charles Gros a terminé sa carrière à Chaumont, où il dirigeait la section socialiste, publiant des textes dans de petites revues engagées, et quelques recueils de poésie. De ses œuvres reste surtout une "Marche du premier mai" (1893). 

### Œuvres
- Poèmes familiers (1887)
- Sous l'étoile (1895)
- Qu'importe (1906)

## Sources historiques
Maurice Dommanget, Histoire du Premier mai (1972)
Jean Maitron, Dictionnaire biographique du mouvement ouvrier français 1914-1939